# ورباد
ورباد (بالإنجليزية: Varbad-e Olya)‏ هي قرية تقع في قسم تشنارود الشمالي الريفي (مقاطعة تشادغان) في إيران. يقدر عدد سكانها بـ 180 نسمة بحسب إحصاء 2016.